# 血液型占い
血液型占い（けつえきがたうらない）とは、ABO式血液型を属性とする日本独自の占いである。ただし科学的な根拠は全くない。
組み合わせによる血液型相性占いもあり、女性の配偶者選択のツールとして好まれている。これは遺伝的相性、免疫機能の相性を容易に測ることのできない現代社会において、嫌悪刺激に敏感な女性がそれを推測する第一段階の手がかりとしているのではないかとする研究結果がある。
血液型と病気のリスクに関する医学的研究は、2000年代になってから世界各国で数多く行われるようになり、重傷を負った際の死亡率や、胃がん、膵臓がん、脳卒中などの血液型別リスクが知られている。

## 概要
西洋占星術や四柱推命と異なり、占い方が定まっていない。しかし占いとしては属性（A、B、O、AB）の数が少なく、短時間または少ないページですべての属性の解説ができることから、かつてテレビ番組や雑誌の占いコーナーでよく用いられた。占い師によっては血液型占いに星座占いや九星などを併用することがある（例：A型のおひつじ座、B型の一白水星）。
民放テレビの情報番組等で放送されていた血液型占いは、一部の占いの結果を番組制作スタッフが独自の判断で創作していた。また毎日行われる占いの場合、日々変化している運勢がどのような理由で血液型による影響を受けるのかについて、説明すらないのが通例であった。
BPO（放送倫理・番組向上機構）は2004年に、「血液型によって人間の性格が規定されるという見方を助長することのないよう要望する」との声明を発表。これによりテレビで血液型占いは扱われなくなった。

## 形成までの前史
詳細は「血液型性格分類」も参照。参考文献は、『図解雑学 心理学』ナツメ社による（#参考文献を参照）。

### 血液型の発見から第一次世界大戦まで
血液型が発見された当時、医学上の大発見であったため、血液型による判定がブームとなったが、ヨーロッパの白人にはA型が多く、極東からの出稼ぎに来ていた黄色人種にはB型が目立ったことから（あくまでヨーロッパ在住アジア人による）、B型に対する偏見視が始まる。この頃、ドイツ皇帝ヴィルヘルム2世達が主唱者となった「黄禍論」が伝播しており、黄色人種に対する警戒論と共にB型蔑視・人種差別が引き起こる。ここから白人優位・A型人種優位論に置き換えられていく。第一次世界大戦終結後、ポーランドの医師・ヒルシュフェルト夫婦が大戦に参加した兵士の血液型を調査した結果として、ヨーロッパにA型が多く、極東に向かうにつれ、B型が多いことを発見した。このことからも分かるように、偏見の源流は日本ではない。
1911年からドイツに留学していた原来復はA型であったが、のちに不快感を覚えることとなる。病理学者デュンゲルンのヨーロッパで戦争が起こりそうだという忠告から原は1914年6月（一次大戦は翌月に起こる）に帰国するが、原がヒルシュフェルトの研究結果を知ることになるのは帰国後である。この研究結果から「生化学的人種係数」へと発展していくことになるが、当時の日本人の血液型分布で計算すると、1.55となり、ヒルシュフェルトの基準からすると、ヨーロッパ型とアジア・アフリカ型の中間となる。明治維新以来、西洋諸国をモデルとし、西洋人同様、日本人は勝気である必要があったが、現実としては、ヨーロッパ型ではなく、中間型であり、日本人のコンプレックスを引き起こすことになる。当時、日本において血液型の詳細を知っていた原はここから血液型の研究を活発に展開し、1916年（大正5年）5月31日付の『信濃毎日新聞』において、「（要約すると）ある種の猿は幾分かA成分を有しているが、多くの動物はB成分であり、欧米人にB成分が少なく、日本人に多い理由をもって、ただちに人間の優愚を論ずることは酷に失する嫌いもあるが、性質を異にする点は余程明瞭なことであろう」と論説を出し、のちに助手の小林栄と連名で7月25日付の『医事新聞』第950号に論文を出している。この論文の内容は、B型の身体的特徴として、細身で優しそうな人だとか、A型の子は従順で成績が優秀に対し、B型は粗暴で成績もビリであったといったものであったが、ここに日本における血液型性格学が誕生する。

### 大日本帝国陸軍の軍医による調査
1926年（大正15年）7月、平野林軍医と矢島登美太軍医が野砲兵第1連隊の将兵754人に対し、血液型を含めた各調査をし、結論として、「B型兵士が優秀である」として、B型にこだわっている点に特徴がある。その後も軍医による血液型を含めた調査は行われ、1927年（昭和2年）には、中村慶蔵軍医が歩兵18連隊の兵士1037名を調査したが、このことは印刷物に残されていない。また、同時期に坪倉利軍医が歩兵12連隊の兵士857人を調査したが、血液型の人数しか残されておらず、それもミスがあり、近代期における軍医による研究が不確かなものであったことがわかる。

### 古川竹二による「血液型気質相関説」
長崎の教育学の人であった古川竹二は、日本心理学の機関紙『心理学研究』第2巻4号（1927年8月）において、「血液型による気質の研究」を掲載。これを皮切りとして、学術書や一般雑誌に自説を展開していくこととなるが、当時の国民は今（二次大戦後）ほど自分の血液型を把握していなかった。なお学説の名称自体は古川自身が付けたものではなく、古川学説派による。古川は、「い組」と「ろ組」とにアンケートし、その結果として、い組のB・O型の85パーセントは能動的で、残りは受動的、ろ組のA・AB型の81.9パーセントは受動的で、残りは受動的という結果を出したものの、同じ調査方法をした大村政男によれば、い組もろ組もおよそ半々であり、大差はみられないとしている。吉川は、A・AB型を受動的で、B・O型を能動的としたが、これでは2分法であり、まだ4分法ではない。そこで吉川は、い組とろ組を数項目に分類し、4分法を構築することにした。なおAB型に関しては、外面はB型に似るが、内面はA型とする。これをベースに血液型による短所・長所を発表し、1932年（昭和7年）、東京の三省堂から『血液型と気質』という大著を出す。ここにほぼ血液型占いの原型が形成されたといえるが、各界における賛否は両論であり、1933年（昭和8年）3月、岡山医科大学における日本法医学会第18次総会での論争で、古川学説は破れ（厳密には否定派・肯定派が噛み合わず）、衰退していくこととなる。
古川学説は衰退していくこととなるが、1934年時点ではまだ影響力は残しており、輜重第16大隊の井上日英軍医は、血液型によって、勇敢な集団・堅実な集団・中庸的な集団を編成する。

### 能見正比古による「血液型人間学」
能見正比古による構想は、古川の「血液型気質相関説」に酷似している。なお能見は1978年に衆議院議員の血液型を調査し、O型が多かったことから、「O型には政治性」があるとしたが、このことは中国にまで伝わり、漫画にまでなった。ただしこの見識は、1994年に草野直樹による調査と2005年では大村政男による調査によって、O型の有用性は否定されている。
多くの占いと同様、血液型占いも、フリーサイズ効果・ブランド効果・インプリンティング効果によるものであり、大村政男はそれぞれの頭文字を取って、「FBI効果」と呼称して、心理学会に発表し、これは2001年の「the Japan times」にも紹介された。

## 血液型占いのからくり
血液型占いの根拠とされることの多い血液型性格分類は、科学的に正しいとは認められていない。だが1970年代から2000年代前半にかけて、多くのテレビや書籍が根拠なく分類を広めたため、いまだに血液型と性格の関連性を信じている人も少なからず存在する。
血液型占いや血液型性格分類が知られているのは、日本とその影響を受けた韓国、台湾といった一部地域だけであり、関連商品の売り上げによって経済的な利益が産み出されている。それ以外の地域では運勢（性格）と血液型を関係づける習慣がなく、日本の血液型性格分類は新鮮で奇妙に思われている。
血液型占いが当たっているように感じる理由として、以下のことが挙げられている。
- 占いに挙げられている性格の特徴は、誰もが「あ〜、そうかも」と思えるように書かれている[21]。例えば「感情が変化しやすい」「さみしがりや」などがわかりやすい例であるが、誰にでも多かれ少なかれ当てはまるものである[21]。明るい性格の人であっても暗い気分の時があり、しっかりした人であっても、いつでもどこでもしっかりした人でいられるわけではない[21]。そのため、「××型だから○○」という表現を多く並べれば並べるほど、たいがいの人に当てはまる性格分析が出来上がってしまう[21]。このことを心理学では「バーナム効果」と言い、誰にでも当てはまる“あいまいで一般的な性格をあらわす記述”を、自分だけに当てはまる正確なものだと誤解してしまう現象として知られている（占い師が「コールド・リーディング」と呼ばれる話術の中に組みこんでくることがある）。
- 例えば「A型は几帳面」という思い込みがあると、A型の人が几帳面に行動する場面ばかりに目が向くようになり、A型の人がいいかげんな行動をする場面があっても「めずらしい」の一言で済ませてしまうようになる[22]。このことを心理学では「確証バイアス」と言い、自分の信念を裏付ける情報を重視・選択し、これに反する情報を軽視・排除してしまうという現象として知られている。
- 例えばA型の人が周りから「A型は几帳面」という誤った情報を何回も聞くと、それを意識した行動を無意識のうちにとるようになってしまう[23]。行動が多少なりとも変わった状態で再び「A型は几帳面だ」という情報が入ってきた場合に、自分でも当たっていると感じてしまう。このことを心理学では「予言の自己成就」と言い、根拠のない予言によって行動が生じ、予言通りの結果になってしまうという現象として知られている[23]。

血液型占い以外にも、様々な占いにおいて同様の現象が生じることが知られている。また、血液型によって性格や運勢を判断し、相手を不快や不安な状態にさせる言動はブラッドタイプ・ハラスメント（通称ブラハラ）と呼ばれ、2000年代になってから社会問題として取り上げられるようになった。

## ブラッドタイプ・ハラスメント
血液型占いを個人で楽しむことに問題はないが、それによって自分以外の人の性格などを判断し、相手を不快や不安な状態にさせる言動のことはブラッドタイプ・ハラスメント（通称：ブラハラ）と呼ばれる。これは、血液型を意味するブラッドタイプ（英: blood type）と、嫌がらせを意味するハラスメント（英: harassment）を組み合わせた和製英語である。
先入観や偏見などのいわゆるステレオタイプに基づいて人間を観察すると、その人間に対する印象が大きく違ってくるのは明らかであり、そのために人物像を正確に把握できなくなる可能性が生じる。学校や職場などの社会でブラハラが起こった場合、いじめなど人間関係の問題、不適切な人事異動などに発展する可能性がある。
さらには、血液型のように本人によって選択できない遺伝情報に基づいて、人を否定的に捉えた場合には差別行為となる。このような「血液型差別」は人種差別と同様の構図を持っており、実際に欧米における血液型性格分類は人種差別を肯定するために研究されてきた歴史がある（例：○○人は血液型が...型だから優秀なのだ。○○人は血液型が...型だから劣るのだ）。
社会学的にも、多数派ではない血液型が否定的な扱いをされるであろうことは予想がつく。少数派の軽視や意図的に特定の血液型の人間を差別する行為や、特定の血液型に悪い印象を持たせるように誘導する行為は、基本的人権の侵害に繋がる可能性が高い。日本では「血液型を根拠に人格否定やレッテル貼り、気に入らない血液型の人間を疎外することは、差別行為に該当する」という認識を持ちあわせた人間が少なく、かつそういった意識が低い点に問題がある。

## 放送での扱い
BPO（放送倫理・番組向上機構）は2004年に、「血液型によって人間の性格が規定されるという見方を助長することのないよう要望する」との声明を発表。日本民間放送連盟の放送基準「第8章 表現上の配慮」54条に違反する可能性があるとして、「血液型判断に対し、大人は“遊び”と一笑に付すこともできるが、判断能力に長けていない子供たちの間では必ずしもそういうわけにはいかない。こうした番組に接した子供たちが、血液型は性格を規定するという固定観念を持ってしまうおそれがある」とした。
テレビ番組は頻繁に血液型性格関連説を紹介してきた。例えば捏造で話題となった『発掘!あるある大事典』の報道が代表として挙げられる。その内容はスタッフの都合によって作られた捏造だらけのものであったことが、過去のニュースで取り上げられた（ただし、捏造が問題となったのは納豆ダイエットの番組であり血液型の番組ではない）。
上村晃弘らの調査によると、地上アナログ放送では2004年2月21日からの1年間だけでも、約70本もの血液型性格関連説に関するテレビ番組が放映されたという。中には特定の血液型を肯定的に扱い、特定の血液型を差別的に扱ったものもあった。一般社会への浸透にはテレビが大きな役割を果たし、これらの番組が血液型への偏見、固定観念を広めたとされる。
そして、テレビ番組によって、いじめや差別が助長されたと感じる人々から、放送局はクレームを受けることとなり、BPOの2004年の声明につながった。
2004年以降に血液型占いを取り止めたテレビ番組
- 情報プレゼンター とくダネ! （きょうの占い!血液型選手権、フジテレビ） - 該当のコーナー終了
- ラジかるッ（日本テレビ、関東ローカル） - 番組終了
- おもいッきりDON!（日本テレビ） - 番組終了
- おもいッきりDON!第1部 おもいッきりPON!（日本テレビ） - 番組終了
- 最強運芸能人決定戦。 （フジテレビ） - 2011年以降放送なし
- ちちんぷいぷい （毎日放送、関西ローカル） -  2015年7月5日で「血液型ぷいぷい占い」のコーナーを終了[27]
- PON!（日本テレビ） - テロップで占いを表示していたが、2015年に廃止

性格分類の肯定者の中には「血液型による性格分類は根拠がないという立証はされていない」（ゆえに間違いではない）といった見解を述べる人もいる。テレビ番組制作側は、こうした意見を後ろ盾に血液型性格分類を扱う番組を作っていた部分もある。実際、BPOからの指摘に対し、一部のテレビ局はそのような趣旨の回答をしていた。
しかし、医学的・心理学的な裏付けがないものを既成事実としてメディアが流し誤った認識や偏見、差別意識を世間に植え付けたことこそが問題であり、少なくない人々から批判を受けることとなった。そのような指摘を受け、血液型性格分類を扱う一部の番組では最後に「血液型ですべてが決まるというわけではありません。決めつけや偏見は絶対にやめましょう」等といった（形ばかりの）注意喚起がなされるケースもあった。
2016年現在、テレビ番組などにおいては、血液型性格分類に関する特集や出演者による、そのような話題はほとんど無くなっているが、一部の週刊誌などでは（激減したとは言え）こういった話題を取り上げるものが残っている。